# Pirosvállú csiröge
A pirosvállú csiröge vagy vörösszárnyú gulyamadár (Agelaius phoeniceus) a madarak osztályának verébalakúak (Passeriformes) rendjébe, azon belül a csirögefélék (Icteridae) családjába tartozó faj.

## Rendszerezése
A fajt Carl von Linné svéd természettudós írta le 1766-ban, az Oriolus nembe Oriolus phoenicus néven.

## Alfajai
- Agelaius phoeniceus aciculatus Mailliard, 1915
- Agelaius phoeniceus arctolegus Oberholser, 1907
- Agelaius phoeniceus arthuralleni Dickerman, 1974
- Agelaius phoeniceus brevirostris Monroe, 1963
- Agelaius phoeniceus bryanti Ridgway, 1887
- Agelaius phoeniceus californicus Nelson, 1897
- Agelaius phoeniceus caurinus Ridgway, 1901
- Agelaius phoeniceus floridanus Maynard, 1895
- Agelaius phoeniceus fortis Ridgway, 1901
- Agelaius phoeniceus grinnelli A. B. Howell, 1917
- Agelaius phoeniceus gubernator (Wagler, 1832)
- Agelaius phoeniceus littoralis A. H. Howell & Van Rossem, 1928
- Agelaius phoeniceus mailliardorum Van Rossem, 1926
- Agelaius phoeniceus mearnsi A. H. Howell & Van Rossem, 1928
- Agelaius phoeniceus megapotamus Oberholser, 1919
- Agelaius phoeniceus nelsoni Dickerman, 1965
- Agelaius phoeniceus neutralis Ridgway, 1901
- Agelaius phoeniceus nevadensis Grinnell, 1914
- Agelaius phoeniceus nyaritensis Dickey & Van Rossem, 1925
- Agelaius phoeniceus phoeniceus (Linnaeus, 1766)
- Agelaius phoeniceus richmondi Nelson, 1897
- Agelaius phoeniceus sonoriensis Ridgway, 1887[2]

## Előfordulása
Közönséges madár Észak-Amerikában. Alaszkától és a kanadai Québec tartománytól délre az Amerikai Egyesült Államok szinte egész területén megtalálható. Elterjedési területének déli határa Florida, Mexikó déli része és Guatemala. Innen délre már csak szétszórt kis populációi vannak Salvadorban, Honduras északi részén és Costa Rica északi területein. Előfordul továbbá a Karib-térségben is. A közép-amerikai és a karibi populáció madarai egész évben egy helyben élnek.
Az elterjedési terület északi részén élő példányok, telelni délebbre vonulnak. Rendkívül alkalmazkodóképes faj. Eredeti élőhelye a folyók partjait övező galériaerdők és a nedves rétek, de mára előfordul mezőkön, szántóföldeken és városi kertekben, parkokban is.

## Megjelenése
Testhossza 22 centiméter, testtömege 32-77 gramm. Csőre kúpos, nagyon hegyes és kissé összenyomott. Szárnya középhosszú, farka meglehetős hosszú és kikerekített; tollazata puha és fényes. A kifejlett hím tiszta fekete, válla gyönyörű skarlátvörös; a felső szárnyfedők leghosszabb tollai fahéjszínű sárgásbarnák; szeme sötétbarna, csőre és lába kékesfekete.
A tojó tollazata egyszerű, barnás színű.
|  |  |

## Életmódja
Nyáron, a fiókanevelési időszakban sok rovart, pókot fogyaszt. Ezenkívül a húsos gyümölcsökből (szeder, málna) is előszeretettel csipeget.
A rovarokat a földről, fákról gyűjti be, de egyes nagyobb rovarokra röptükben is vadászik.
Télen elsősorban magvakkal táplálkozik. Ilyenkor jelentős károkat tud okozni a gabona és napraforgó táblákon.

## Szaporodása
A tavasz beköszöntével elhagyja a déli államokat, ahol télen át meghúzódott és hol kisebb, hol nagyobb csapatokban vándorol észak felé. Telelőhelyükről a hímek érkeznek meg előbb s énekszóval fogadják a később érkező tojókat. Nem élnek a párok tartós párkapcsolatban. A hímek többnyire ugyanazon revírt foglalják le évről évre, de a tojók szinte minden évben más más hím birtokán költenek.Szaporodási időszaka február és augusztus között van.
A tojó füvekből, növényi szárakból egyedül építi fel mély, csésze alakú fészkét valami védett helyen, (nádasban, bozótosban). Fészkébe 4-5 világoskék barnás pettyekkel mintázott tojást rak, melyeken 11-12 napig kotlik egyedül. A kikelő fiókák gondozásában már a hím is besegít a tojónak. A fiatal madarakat eleinte rovarokkal etetik a szülők, később áttérnek a magvak fogyasztására. A faj szaporodási rátája magas, egy pár egy szezonban akár háromszor is költhet. Minden költéshez új fészket készít a tojó.

## Természetvédelmi helyzete
Az elterjedési területe rendkívül nagy, egyedszáma is nagy, de csökken. A Természetvédelmi Világszövetség Vörös listáján nem fenyegetett fajként szerepel.

## Képek

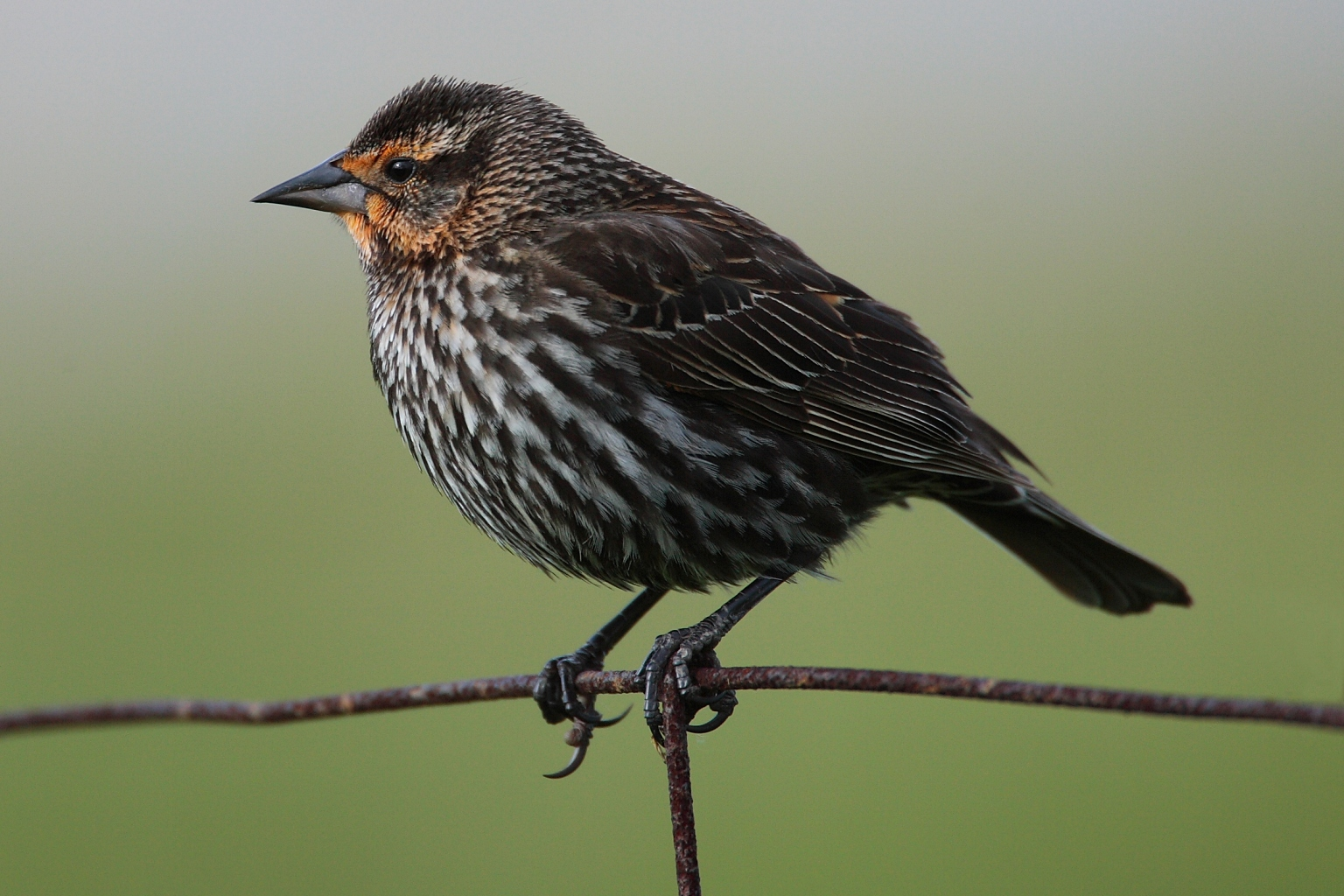
Tojó
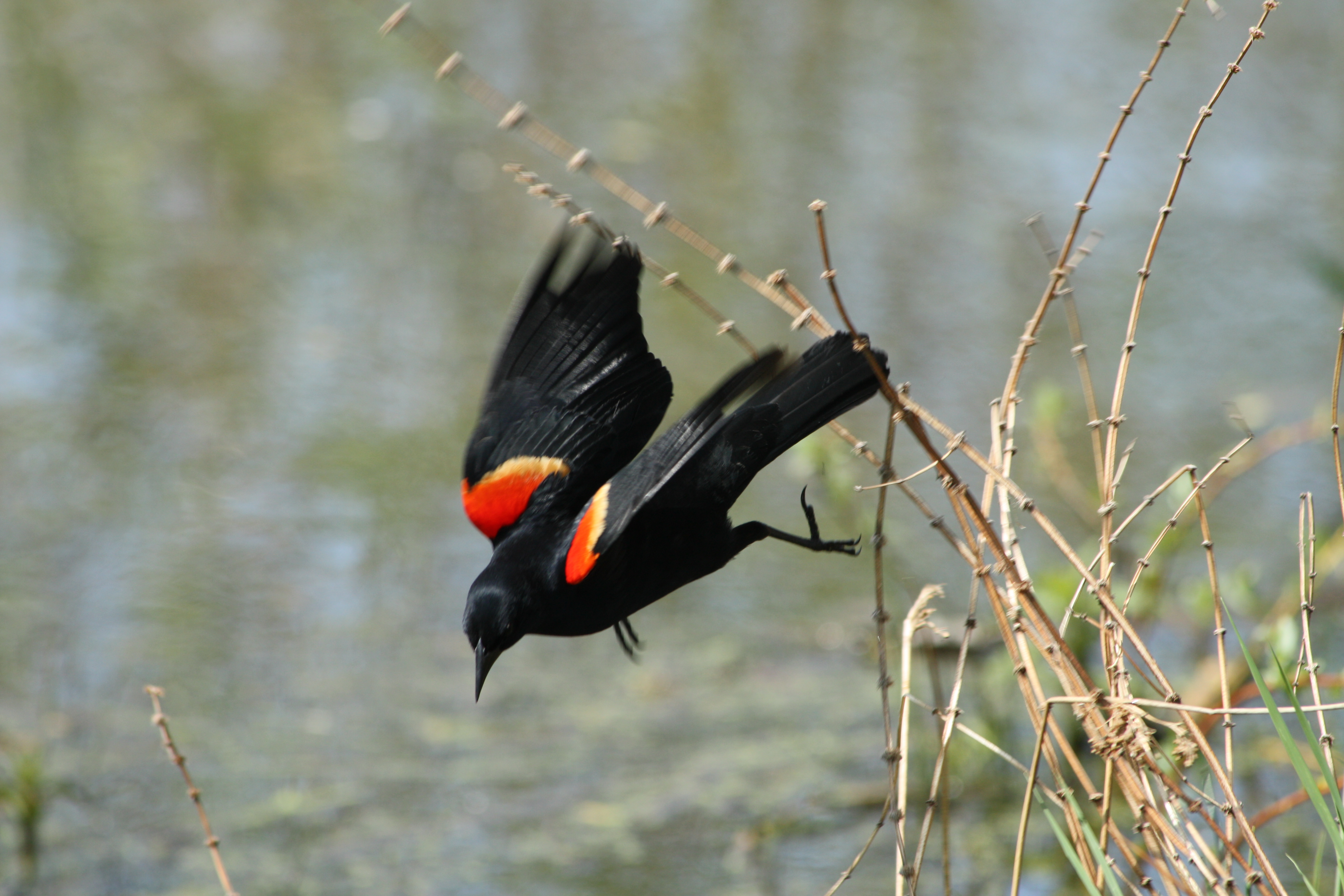
Lecsapásra készen
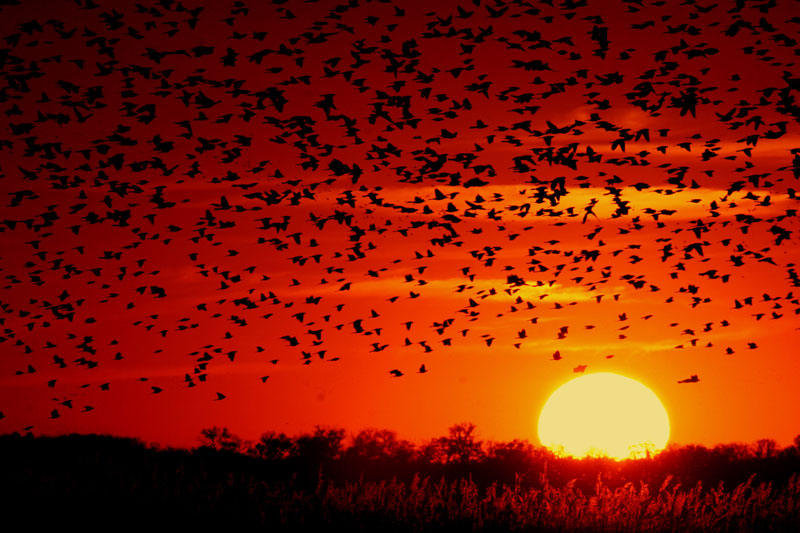
Egy egész csapat

## Fordítás
- Ez a szócikk részben vagy egészben  a   Rotschulterstärling című német Wikipédia-szócikk ezen változatának fordításán alapul.  Az eredeti cikk szerkesztőit annak laptörténete sorolja fel. Ez a jelzés csupán a megfogalmazás eredetét és a szerzői jogokat jelzi, nem szolgál a cikkben szereplő információk forrásmegjelöléseként.